# Закладничество
Закладничество (от «идти в заклад») — распространённая во времена Киевской Руси разновидность соглашения о займе между кредитором и заёмщиком, где в качестве залога, что должно было обеспечивать долг, фигурировало лицо заёмщика. Заёмщики, которые на условиях закладничества получали кредит, считались заложниками и на определённый срок становились лично зависимыми от своего кредитора. Условием освобождения от такой зависимости была отработка или возврата заёмщиком долга кредитору. Социальный статус заложников приравнивался к социальному статусу зависимых групп населения.

## Суть понятия
Выяснение сути закладничества и его значение является незабываемой заслугой Н. П. Павлова-Сильванского в российской исторической науке. В большинстве российские историки и историки права считали, что в основе этого института лежит залог, вещественный залог или то и другое вместе. Павлов-Сильванский доказал, что отношения закладничества возникают из коммендации и имеют своим следствием патронат над людьми, которые вошли в охранные отношения. Притянув новый материал для изучения этого разряда древнерусского населения, Павлов-Сильванский с исчерпывающей убедительностью установил, что как в XIII веке, так и в XVII веке закладничество — коммендация в России, так же как и в Западной Европе, влекло за собой независимость от государственной власти. Как боярский, монастырский или церковный человек, закладчик выходил из-под ведомства государственной власти, освобождался от выплаты тягла и от общей судебной и административной зависимости. Обратной стороной выхода из-под зависимости от государственной власти было подчинение закладчиков своему господину — землевладельцу или вообще патрону.
Закладчиками преимущественно были обедневшие крестьяне. Каждый закладчик располагал небольшим хозяйством, участком земли, но из-за отсутствия тягловой силы, инвентаря и посевного материала не мог нормально вести хозяйство. В таких условиях он вынужден был закладывать свою землю феодалу и получать от него соответствующую помощь, то есть попадал в кабальную зависимость. За такую помощь закладчик должен выполнять различные повинности. Проходило 5-10 лет и бывший свободный закладчик превращался в феодально зависимого крестьянина, а его земля и двор переходили в собственность землевладельца. Он становился подсоседком своего феодала

## Первое упоминание
Первое упоминание о закладничестве мы находим в договорной грамоте 1265 года, по которой князь тверской Ярослав Ярославич обязался перед Великим Новгородом не принимать в дальнейшем заложников в новгородских волостях, обязался за себя, за свою княгиню, бояр и дворян.
Если даже основываться на тексте договоров 1265—1270 годов и считать их материалом для суждения об институте закладничества до татарского периода, то бесспорным есть значение его развитие и бытовое распространение в этот период.
Закладничество целых сëл означало в конце концов переход всего хозяйственного комплекса села в состав феодальной сеньории. Земля начала принадлежать патрону, а крестьяне становились феодально зависимыми.